# هوغو ألان غارسيا
هوغو ألان غارسيا (بالإسبانية: Hugo Allan García) هو منافس ألعاب قوى غواتيمالي، ولد في 1 أبريل 1963 في غواتيمالا.

## وصلات خارجية
- هوغو ألان غارسيا على موقع أوليمبيديا (الإنجليزية)